# ديلشود أريبوف
ديلشود أريبوف (بالأوزبكية: Дильшод Арипов) (من مواليد 20 مايو 1977 في طشقند) هو مصارع يوناني روماني أوزبكستاني الذي لعب لفئة الرجال الوزن الخفيف. وهو حاصل على ميداليتين في دورة الألعاب الآسيوية وخمس مرات في بطولة آسيا للمصارعة. كما حقق أريبوف نجاحه الدولي المبكر بهزيمة كارين ميناتسكانيان الأرمني من أجل الحصول على ميدالية ذهبية في فئة 58 كلغ في بطولة العالم للمصارعة عام 2001 في باتراس، اليونان.
لعب أريبوف أول مباراة رسمية له في الألعاب الأولمبية الصيفية 2000 في سيدني حيث تنافس في قسم وزن الريشة للرجال (58 كجم). وجاء في المركز الثاني في الدور التمهيدي للمجموعة أمام يوري ميلنيتشنكو الكازاخستاني وبطل كأس آسيا لمرتين الكوري الجنوبي كيم إين-سوب حيث حصل على نقطتين تقنيتين ليحتل المركز الحادي عشر فقط.
بعد ثماني سنوات تأهل أريبوف للفئة 60 كغم رجال في دورة الألعاب الأولمبية الصيفية 2008 في بكين بعد أن احتل المركز الثاني في بطولة آسيا للمصارعة في مدينة جيجو، بكوريا الجنوبية فقد تغلب على الصربي دافور ستيبانيك في الدور التأهيلي قبل أن يخسر مباراته القادمة أمام روجيهان تومينباييف من قيرغيزستان الذي فاز في النهاية بالميدالية البرونزية في هذا الحدث.
في بطولة العالم للمصارعة في عام 2009 في هرنينغ، الدنمارك استعاد أريبوف نجاحه بعد الجفاف الذي دام ثماني سنوات من خلال المطالبة بميدالية فضية في المباراة النهائية ضد المدافع عن اللقب الأولمبي الروسي إسلامبيك ألبييف برصيد فني من 0 إلى 4.